# 巴里塞欧普兰
巴里塞欧普兰（法語：Barisey-au-Plain，法語發音：[baʁizɛ o plɛ̃]）是法国默尔特-摩泽尔省的一个市镇，属于图勒区。

## 地理
巴里塞欧普兰（48°31'30"N, 5°50'38"E）面积10.85 平方千米，位于法国大東部大區默尔特-摩泽尔省，该省份为法国东北部内陆省份，是洛林的一部分，北邻比利时、卢森堡，北起顺时针与摩泽尔省、下莱茵省、孚日省和默兹省接壤。
与巴里塞欧普兰接壤的市镇（或旧市镇、城区）包括：阿朗、巴涅、巴里塞拉科特、科隆贝莱贝勒、索叙尔莱瓦讷、欧特勒维尔。

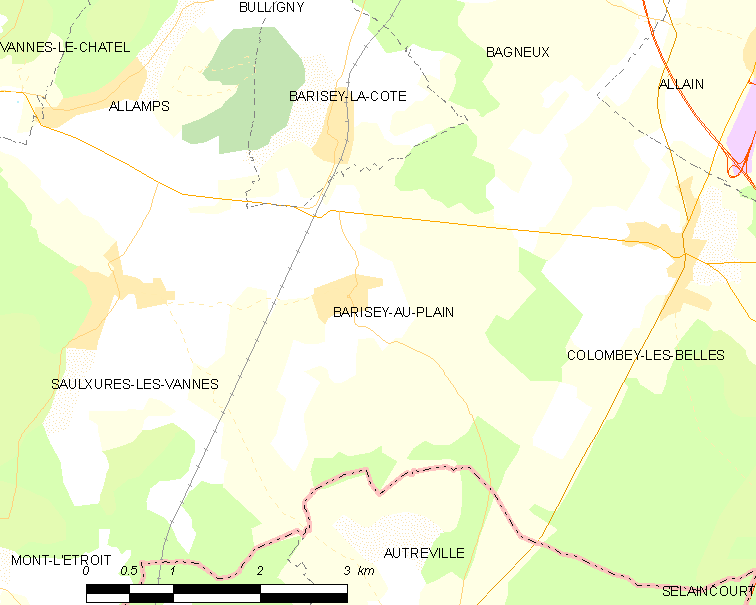
巴里塞欧普兰的OSM定位图

巴里塞欧普兰的时区为UTC+01:00、UTC+02:00（夏令时）。

## 行政
巴里塞欧普兰的邮政编码为54170，INSEE市镇编码为54046。

## 政治
巴里塞欧普兰所属的省级选区为梅讷欧桑图瓦县。

## 人口

1962-2008年间巴里塞欧普兰人口变化图示

巴里塞欧普兰于2022年1月1日时的人口数量为392人。